# Constans
Flavius Julius Constans (mezi 320 a 323 – únor 350 u Elne v jižní Galii) byl římský císař panující v letech 337–350. Byl třetím a zároveň nejmladším synem Konstantina Velikého a Fausty, dcery Maximiana Herculia. V letech 333–337 užíval titulu caesara, tj. Konstantinova spoluvladaře, podobně jako jeho starší bratři (ti titul obdrželi již dříve).

## Původ a kariéra
Přesné datum a místo Constantova narození nejsou vinou torzovitosti pramenů známy. Po otci byl princ vnukem Diocletianova caesara Constantia Chlora, po matce pocházel z rodu Maximiana Herculia. Rodiče v tuto dobu již vychovávali syny Konstantina a Constantia, přičemž Konstantin Veliký měl ze vztahu s Minervinou ještě syna Crispa. V dětském věku ztratil Constans matku, kterou dal Konstantin za nejasných okolností roku 326 popravit. Jeho výchova probíhala v křesťanském rámci a velký důraz se kladl zvláště na rétoriku (řečník Aemilius Magnus Arborius).
Asi v roce 335 odešel Constans jako caesar do Itálie, aby zde převzal řízení státních záležitostí (jurisdikce se vztahovala i na Illyricum a severní Afriku). Jeho poručníkem byl patrně už tehdy starší bratr Konstantin, který pobýval v Galii. Constantovy zásnuby s Olympiadou, dcerou prefekta pretoriánů Flavia Ablabia, vyzněly z neznámých důvodů do prázdna – ze sňatku sešlo.

## Vláda
Po smrti Konstantina Velikého 22. května 337 vyvraždila armáda téměř všechny členy konstantinovské dynastie kromě Konstantina II., Constantia II. a Constanta a jejich dvou bratranců. Důvodem byla patrně snaha odstranit potenciální rivaly císařových synů a zabezpečit jejich bezproblémové následnictví v říši. Role tří princů v této vlně čistek je nejasná, v případě sotva zletilého Constanta je však vina spíše nepravděpodobná. Některé prameny pokládají za původce vražd prostředního z bratrů Constantia (II.), jiné naznačují, že akce byla spontánní.

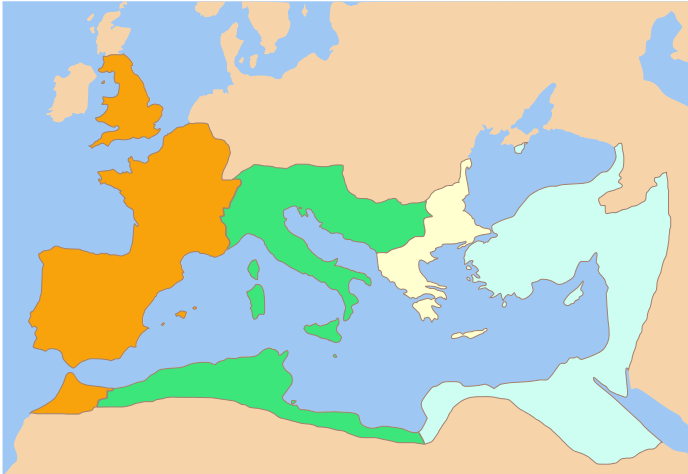
Rozdělení říše mezi syny Konstantina Velikého. Bílé državy původně náležely caesaru Dalmatiovi – rozdělili si je mezi sebe Constans a Constantius II.

Dne 9. září 337 přijali Konstantin II., Constantius II. a Constans titul augustus a o několik měsíců později si na konferenci ve Viminaciu rozdělili říši na tři části. Constans obdržel podle očekávání Itálii, Afriku a na Balkáně část držav Flavia Dalmatia, jednoho ze zabitých členů konstantinovské dynastie. Konstantin II. dostal do správy Galii, Británii a Hispánii, zatímco Constantius II. měl vládnout na východě.
Mezi Konstantinem a Constantem došlo brzy nato ke konfliktu, jehož příčinou byly legislativní otázky – Konstantin vydával zákony i jménem Constanta a vzhledem k bratrovu mládí se choval dál jako jeho poručník. Constans se dožadoval změny a vzmáhající se napětí uvrhlo impérium na pokraj občanské války. Aby si kryl záda, odstoupil Constans druhému bratru Constantiovi roku 339 Thrákii i s Konstantinopolí. Konstantinův pokus rozhodnout spor vojensky byl u Aquileie v prvních měsících roku 340 odražen. Jeho území se zmocnil Constans, sám Konstantin II. zahynul.
V letech 341–342 bojoval Constans úspěšně proti Frankům a počátkem roku 343 navštívil Británii. Spisovatel Iulius Firmicus Maternus neuvádí důvod pobytu, patrně však císař zasahoval proti Piktům a Skotům, neboť cestu přes Lamanšský průliv vykonal v nebezpečných zimních měsících. Do konce čtyřicátých let již k větším tažením za hranice nedošlo – Germáni, Piktové i Sarmati se drželi od říše v uctivé vzdálenosti.

### Náboženská politika
Na rozdíl od svého bratra Constantia, s nímž v letech 340–350 společně vládl římské říši, nebyl Constans příznivec arianismu, nýbrž křesťanské ortodoxie. V letech 342–345 se celkem třikrát sešel s alexandrijským biskupem Athanasiem, hlavním odpůrcem ariánů. Vztahy s Constantiem II., který řadu východních biskupů poslal za jejich názory do vyhnanství, klesly na bod mrazu. Podle svých apologetů císař štědře obdarovával kostely a v Africe se pokoušel dosáhnout jednoty mezi katolíky a donatisty (asi v letech 347/348). Vůči judaismu se choval snášenlivě, naproti tomu podnikl určité kroky proti pohanským kultům. Na sklonku své vlády též přikročil k perzekuci donatistů. Vztahy s bratrem se po roce 346 normalizovaly.

### Smrt
Antičtí autoři přinášejí mnoho důkazů, že Constantova vláda byla poměrně neoblíbená. Vysoké daně, postup proti ariánům, donatistům i pohanům a tvrdé vymáhání disciplíny v armádě popudily různé společenské vrstvy v římské říši. Bylo jen otázkou času, kdy se nahromaděná nespokojenost projeví. Dne 18. ledna 350 vypukla v Autunu vzpoura vedená vojevůdcem Magnentiem a prakticky celé vojsko ji hned s nadšením přijalo.
Constans, který kromě nejbližšího okolí nenašel nikde podporu, musel uprchnout, svým pronásledovatelům však neunikl. Vojevůdce Gaiso ho dopadl s jezdeckým oddílem v kastelu Helena (Elne) u Pyrenejí a zabil ho. Magnentius nato ovládl celý západ impéria.